# Мир-Шатъл
Мир-Шатъл (Shuttle-Mir) е сътрудническа космическа програма между Русия и САЩ, която включва посещаването от американски совалки на руската орбитална станция „Мир“, полетите на руски космонавти на американски совалки и участието на американски астронавти в дългосрочни експедиции на борда на „Мир“. Програмата е оповестена през 1993 г., а първият полет на совалката STS-1 е планиран и осъществен през 1995 г. 

## Галерия
Полетите на Мир-Шатъл:
- STS-1
- STS-60
- STS-63
- STS-71
- STS-74
- STS-76
- STS-79
- STS-81
- STS-84
- STS-86
- STS-89
- STS-91